# Mosteiro de Vosáco
O Mosteiro de Vosáco (também grafado Vosakos, Vosako ou Vosakou; em grego: Μονή Βωσάκου; romaniz.: Moní Bosákou) é um mosteiro veneziano situado no município de Milopótamos, na unidade regional de Retimno na encosta norte de um planalto das montanhas Talaia a 50 km da cidade de Retimno. Seu nome provém da abreviação das palavras gregas vous (tapa) e sakos (dobra) e significa curral, tendo o planalto circundante possivelmente servido para a alimentação do gado. Foi erigido como uma fortaleza e seu templo principal (Katholiko) é dedicado a Timios Stavros (Santa Cruz). Os edifícios locais estão dispostos em dois níveis, com dois pátios; o templo principal está no pátio sul. Fora do mosteiro há uma fonte veneziana erigida em 1673.
Entre 1676-1740 e depois em 1790 o mosteiro foi declarado estauropégico. Em 1783 e em 1874 o mosteiro de Chalépa tornou-se uma dependência de Vosáco.

## História
Foi em 1195 que a primeira igreja local foi erigida, no entanto, apenas em 1630 que o mosteiro foi edificado. Em 1646 os turcos, quando avançavam rumo a Heraclião, saquearam Vosáco. Em 1821 é novamente saqueado e seus monges mutilados. Participou ativamente da revolução de 1866-1869; em 1867, após a batalha de Tílissos, Vosáco é novamente destruído, no entanto, foi reconstruído em 1885, ano da fundação da atual igreja do mosteiro. Em 1935 o mosteiro é tombado; começa seu período de declínio, especialmente depois da Segunda Guerra Mundial o que culmina, em 1955, no abandono total do recinto. A partir de 1998 o mosteiro começa a ser reconstruído e atualmente funciona novamente como mosteiro.